# Доротеа Мод
Др Доротеа Клара Мод (енгл. Dorothea Clara Maude; 26. фебруар 1879 — 12. децембар 1959) води порекло из англо–ирске породице, после Оксфорд студирала је медицину на Медицинском факултету за жене у Лондону (The School of Medicine for Women, London’s Royal Free Hospital), магистрирала на Тринити колеџу(Trinity College) у Даблину. У Србију је дошла као анестезиолог и хируршки помоћник у саставу Пете јединице Српског потпорног фонда (Друга јединица британских фармера), која је од маја 1915. радила у Пожаревцу, потом кратко у Београду.
Почетком 1916, придружила се свом стрицу Alwyne Maude, који је уз помоћ Комитета за лечење савезничких рањеника(The Wounded Allies Relief Committee) поставио болницу
на Крфу. Половином октобра 1916, болница са Крфа је пребачена 60 mi (97 km) северно од Солуна, у Водену. Др Мод је због болести напустила болницу 30. априла 1917.